# 芬兰行政区划

芬兰的19个行政区

芬兰行政区划按两个层次划分：行政区（芬蘭語：maakunta）层次和市镇（芬蘭語：kunta）层次。2025年芬兰划分为19个行政区和308个市镇。
为了统计和行政管理的方便，这19个行政区又被组合为“地方管理局”（芬蘭語：Aluehallintovirasto）的7个行政管理区。芬兰全国又划分为17个“企业交通环保中心”（芬蘭語：ELY-keskus，ELY中心）。同时芬兰又划分为13个选区。
按照欧洲地域统计单位命名法（NUTS），芬兰又划分为5个NUTS 2级大区。

## 行政区划历史
芬兰省份（芬蘭語：lääni）是自17世纪以来直至2009年底的芬兰一级行政区划。省政府是中央政府来管理省份的派出机构。省份之下的地方行政是县（芬蘭語：kihlakunta）。例如法官和人口登记官的权利范围在县一级。
芬兰历史性省份通常是按瑞典统治时期的后期的城堡领地来划分的。另一个划分的依据是人们约定俗成的划分以及芬兰各个“部落”的不同文化特征来划分的。芬兰的历史性省份有奥兰、海梅（或称塔瓦斯蒂亚）、卡累利阿、拉普兰、波赫扬马（或称奥斯特罗波的尼亚）、萨塔昆塔、萨沃（或称萨沃尼亚）、新地及芬兰本部。
2010年成立了“地方管理局”和“企业交通环保中心”（ELY中心）。以前的劳工中心、区域性的环保中心、公路局、省政府的交通和教育机构及海事局的行政任务转交给这两个机构。
从1934年起、特别是在2010年代间芬兰合并了很多市镇。合并的原因通常是经济和功能上的原因，当然同时也有区域政治上的原因。以前市镇被组合成70个次区（芬蘭語：seutukunta），但在2014年的正式行政区划中去除了这一层划分。

## 行政区
芬兰共划分为19个行政区，其中人口最少的为奥兰（27 817人），最多的为新地区（1 429 202人）。面积最小的也是奥兰（1552.57平方公里），而面积最大的则为拉普兰区（92 664.60平方公里）。人口密度最小的为拉普兰区（1.98人/平方公里），最大的为新地区（223人/平方公里）。
芬兰是人口密度较小的国家，其五百四十万居民大多数居住在芬兰的南部和中部。

## 市镇

2020年的芬兰市镇划分（红色为使用“城市”称呼的市镇）

芬兰市镇是芬兰地方行政的单位。根据芬兰2000年修订的宪法第121条规定，“芬兰划分为市镇，其行政管理应该基于市镇居民的自治”。市镇有征税的权利。
中央政府通过地方管理局（芬蘭語：Aluehallintovirasto）来监督市镇的事务运作。芬兰所有的市镇也组成“芬兰市镇联盟”来协调和维护市镇的利益。
根据法律规定，市镇如果觉得其满足对城市社区所规定的一些要求，它可以使用“城市”的称呼。现今市镇和城市在法律上无任何区别。在以前城市地位是有君王来授予的，城市地位在法律上有所不同。
2025年初时芬兰有308个市镇，其中107个市镇使用“城市”的称呼。市镇通常再划分为市区、小区或村庄。在同一市镇里可能使用不同的邮政编码。